# ورد أشبوري
ورد أشبوري (الاسم العلمي:Rosa achburensis) هو نوع من النباتات يتبع جنس الورد من الفصيلة الوردية.